# هری هاید
هری هاید (انگلیسی: Harry Hyde) بازیگر سینمای صامت اهل ایالات متحده آمریکا بود که مابین سال‌های ۱۹۱۰ تا ۱۹۲۰ در ۷۳ فیلم بازی کرد.
از فیلم‌هایی که وی در آن‌ها نقش داشته‌است، می‌توان به بانگی از ژرفنا و بیداری او اشاره نمود.